# Iriver
Iriver este o marcă comercială și o divizie a companiei sud-coreene ReignCom, care a fost înființată în anul 1999 și este specializată în producerea de playere audio digitale portabile. 

## Istorie
Compania ReignCom a fost înființată în 1999, când șapte angajați ai Samsung au decis să își dea demisia și, cu un capital de doar 300.000$, să înființeze o nouă companie care să producă superconductori. În scurt timp însă au decis să intre pe piața emergentă a playerelor MP3. În anul 2000 au scos pe piață primul CD-Player multi-CODEC din lume, iMP100, capabil să redea fișiere MP3 de pe CD, urmat în 2001 de modelul iMP-250. Acestea nu au fost comercializate sub nume propriu, ci sub brandul Rio în al companiei americane SonicBlue.
În 2002 SonicBlue devine falimentară. Magazinele BestBuy, care vindeau playerele Rio nu doresc să continue parteneriatul cu ReignCom, pe atunci o obscură companie sud-coreană, fără brandul Rio. Dar totuși în iunie 2002 mai dau o șansă acestei colaborări dacă producătorul coreean reușea să producă un player care să stocheze melodiile pe memorie flash până la data de 20 septembrie 2002. Era prima încercare a celor de la ReignCom de a face un asemenea player. În luna august 2002 ReignCom anunța că a reușit să producă primul Flash MP3 Player din lume, pe care a început să îl comercializeze la începutul lui 2003 . 
Competiția cu playerele iPod de la Apple a dus compania sud-coreeană în direcții diferite față de producătorul american în termeni de design. Astfel ReignCom a investit foarte mult în crearea unor playere cât mai mici, portabile și cu sisteme de control cât mai simple. Vârful de gamă pe segmentul playerelor MP4 este Iriver Clix2. Acesta a fost foarte bine primit de către critici, având încă cel mai bun scor dat vreodată de CNET într-un review pentru un player MP3, 8.7/10 (același scor l-a primit și iPod Touch, ultimul tip de player de la Apple) . Clix2 a adus un nou mod de control, denumit de Iriver D-Click (direct click). Acesta semnifică în fapt că aparatul poate fi controlat doar prin apăsarea marginilor ecranului, fără a mai avea nevoie de alte butoane. Acest lucru a dat posibilitatea de a mări display-ul care acoperă aproape întreaga față a lui Clix2. Chiar dacă nu este un dispozitiv de tip touch-sceen, Clix2 a fost primul player care să ofere un asemenea design, fără butoane.
La finalul lui 2007, brandul Iriver a intrat într-un parteneriat cu Disney, producând Mplayer, un player MP3 în forma capului lui Mickey Mouse .

## Iriver în România
Din anul 2005 Iriver este prezent și în România.

## Modele care se pot găsi în România
- Clix2
- E100
- Mplayer
- T60
- X20
- T6
- T7
- Lplayer